# 1951 w nauce

## Nauki przyrodnicze i ścisłe

### Astronomia
- Jan Oort – Nagroda Henry Norris Russell Lectureship przyznawana przez American Astronomical Society
- odkrycie Ananke, księżyca Jowisza

### Chemia
- opublikowanie reakcji Mehlera

## Nauki społeczne

### Politologia
- sformułowanie twierdzenia Arrowa

## Nagrody Nobla
- Fizyka – John Douglas Cockcroft, Ernest Thomas Sinton Walton
- Chemia – Edwin Mattison McMillan, Glenn Theodore Seaborg
- Medycyna – Max Theiler